# Trattato anglo-persiano del 1801
Il trattato anglo-persiano del 1801 fu un patto di assistenza militare e di natura commerciale tra la Gran Bretagna e la Persia. Questo trattato rappresentò la prima alleanza tra la Persia e uno stato europeo.

## Contenuto del contratto
Dopo intensi negoziati tra l'inviato britannico, il capitano John Malcolm, e il primo ministro persiano Haji Ibrahim il trattato fu concluso come patto di assistenza militare tra Inghilterra e Persia il 4 gennaio 1801. L’iniziativa per il trattato partì dalla Gran Bretagna. Per garantire il successo dei negoziati, Malcolm fece regali di lusso e pagò tangenti alla controparte persiana. Il trattato fu ratificato dalla Persia attraverso un decreto di Fath Ali Shah.
Per la Gran Bretagna si trattava di proteggere il confine occidentale dell'India da una possibile minaccia francese e afghana. Zaman Mirza Shah Durrani tentò di ottenere il controllo dell'India ma fallì e portò a un conflitto con gli inglesi. Napoleone pianificò l’invasione dell’India dopo la campagna d’Egitto iniziata nel 1798. I cosacchi russi dovevano marciare nella valle dell'Indo attraverso Bukhara, mentre le truppe francesi dovevano marciare lungo il Danubio, attraverso il Mar Nero e poi il Mar Caspio in Persia e in India per unirsi ai cosacchi locali.
Il trattato assicurava il sostegno britannico alla Persia contro la Francia, nonché un miglioramento delle relazioni commerciali tra la Persia e la Gran Bretagna. In cambio, la Persia accettò di attaccare l'Afghanistan se gli afghani avessero invaso l’India. La Persia e la Gran Bretagna concordarono inoltre di vietare qualsiasi base militare francese in Persia.

## Natura e termini del trattato

### Accordo politico
L'accordo era composto da 5 articoli.
L'articolo I stabiliva tra i due Stati la pace e l'assistenza reciproca. L'Articolo II affermava che se il sovrano afghano avesse deciso di invadere l'India, lo Scià si sarebbe impegnato a inviare le sue truppe nelle terre afghane per pacificare gli afghani. L'Articolo III prevedeva che il sovrano afghano e le sue forze armate avrebbero desistito da qualsiasi piano di attacco ai possedimenti britannici in un possibile trattato di pace tra il sovrano afghano e lo Scià dell'Iran. L'articolo IV prevedeva l'impegno da parte del governo britannico di inviare allo Scià quanto più cannoni, materiale militare ed esperti possibili in caso di attacco alla Persia da parte di qualsiasi sovrano afghano o francese. L'articolo V stabiliva che entrambi gli stati contraenti avrebbero agito congiuntamente per espellere e distruggere le truppe francesi se l'esercito francese si fosse recato in una qualsiasi isola o costa del Golfo Persico.

### Accordo commerciale
L'accordo commerciale consisteva in 5 articoli principali.
Secondo l'articolo I, i commercianti delle alte parti firmatarie del trattato potevano vagare in tutta sicurezza nel territorio di entrambi i paesi. I giudici e i governatori di tutte le città dovevano considerare come loro dovere proteggere le loro proprietà. L'articolo II stabiliva che ai mercanti inglesi e indiani al servizio del governo britannico era consentito risiedere in tutti i porti e le città della Persia. Nessun dazio, tassa o requisizione governativa doveva essere imposta sui beni appartenenti a questo governo; presso gli acquirenti dovevano essere riscosse i consuete dazi. L'articolo II stabiliva che se i commercianti fossero stati derubati dai ladri, sarebbero state adottate tutte le misure possibili per punire i colpevoli e restituire la merce rubata. Se un commerciante iraniano evitava o ritardava di pagare il debito del governo britannico, quest'ultimo poteva informarne il governatore e prestargli assistenza con tutti i mezzi a sua disposizione, e poteva applicare qualsiasi metodo per soddisfare le sue richieste. Secondo l'articolo IV, in caso di morte di un debitore iraniano nei confronti del governo britannico, il giudice locale doveva esercitare la sua autorità prima per soddisfare le pretese del governo britannico e poi di qualsiasi altro creditore. Secondo l'articolo V, gli inglesi potevano costruire, vendere e affittare liberamente residenze e palazzi in qualsiasi porto o città iraniana. Se le navi britanniche venivano danneggiate nei porti iraniani, i loro giudici dovevano aiutare a ripararle. Secondo l'articolo finale, i servitori britannici o indiani del governo britannico in Iran potevano, se lo desideravano, lasciare l'Iran senza ostacoli e portare con sé le loro proprietà.

## Conseguenze politiche
Già nel 1802, gli inglesi persero interesse per l'accordo poiché la minaccia per l'India proveniente dall'Afghanistan era diminuita dopo il rovesciamento di Zaman Mirza Shah Durrani e i piani della Francia di invadere l'India divennero meno concreti in seguito al trattato di Amiens . Per la parte persiana, tuttavia, il trattato divenne improvvisamente più importante perché un attacco russo nel 1804 scatenò la terza guerra russo-persiana . Fath Ali Shah cercò il sostegno britannico promesso. Ciò però non avvenne perché, dal punto di vista britannico, l’obbligo di prestare soccorso era diretto solo contro un attacco francese e non contro un attacco russo.
A causa della mancanza di aiuti militari britannici, ci fu un riavvicinamento politico tra la Persia e la Francia, che fu suggellato nel Trattato di Finckenstein nel 1807 che formalizzò l'alleanza franco-persiana.